# 楢崎龍

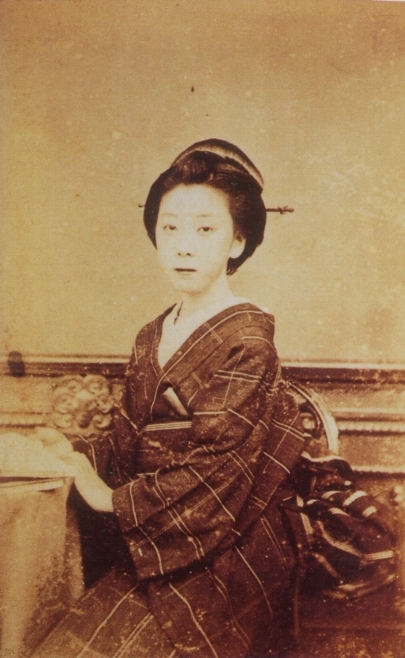
經日本科學警察研究所鑑定後，判定應為楢崎龍的女性照片。約攝於明治5年（1872）左右。但目前關於此照片中人物是否即為阿龍仍有疑點。另有一說指稱，照片中人物可能為木戶孝允與伊藤博文的情婦江良加代。

楢崎龍（日语：／ Narasaki Ryō，1841年7月23日—1906年1月15日），坂本龍馬之妻。名字一般寫作おりょう或お龍。

## 生涯

### 和龍馬結婚
在1841年出生，是京都醫師楢崎將作的長女。父親遇難於井伊直弼發起的安政大獄後，阿龍為了養家而在餐廳「扇岩」工作，但不久即因被天誅組賄賂而辭職，在這時候與坂本龍馬相遇，被龍馬自由奔放的性格吸引而成為他的愛人，並受到他的幫助而得以在寺田屋幫傭。
慶應2年1月23日（1866年），知道薩長同盟成立的新選組包圍寺田屋，阿龍入浴時察覺有異通知龍馬，讓他因此逃過一劫（寺田屋事件）。緊接之後阿龍和龍馬結婚，並前往薩摩藩享受蜜月旅行（有一説是龍馬為了療傷而前往那裡）。

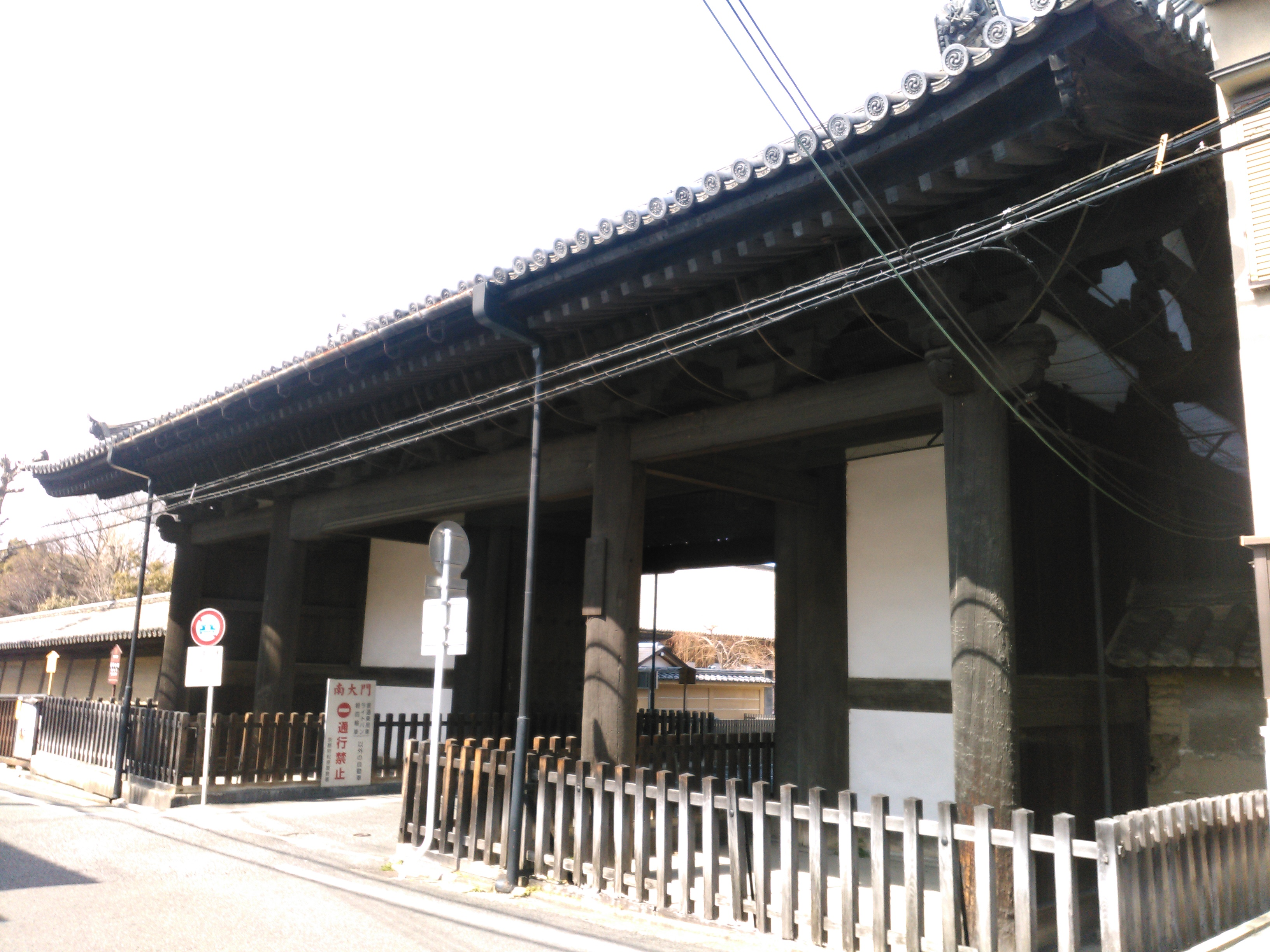
三十三間堂 南大門，龍馬和阿龍第一次見面的地方（京都）
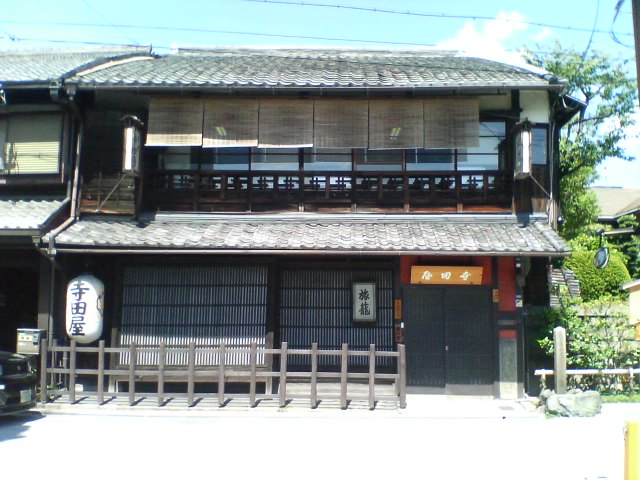
寺田屋（京都）
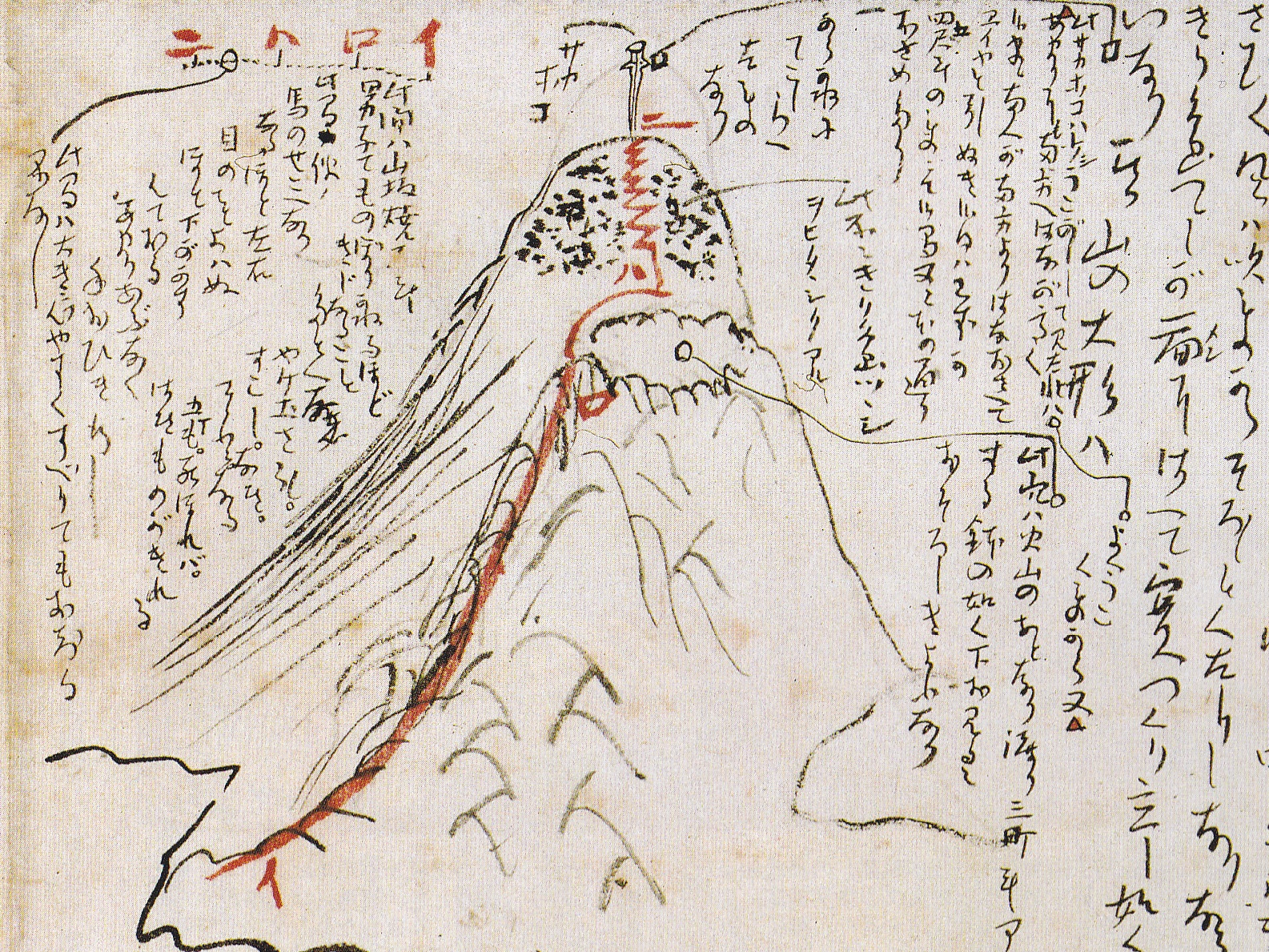
龍馬的蜜月旅行的信（霧島山）
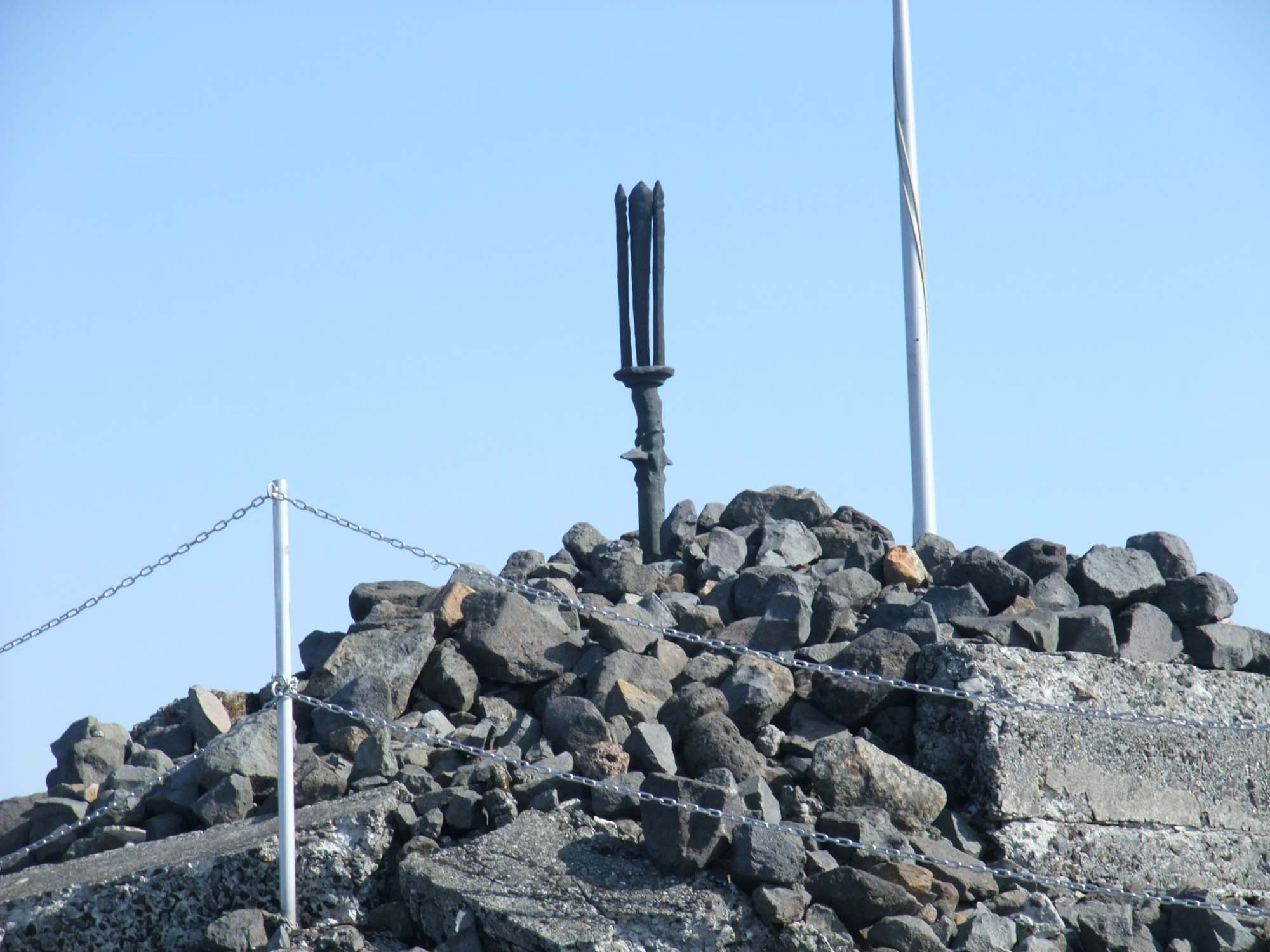
高千穗峰的天逆鉾（霧島山）

### 龍馬死後
慶應3年11月15日（1867年），龍馬被暗殺時，阿龍因為豪商伊藤助太夫的幫助而逃過一劫。
龍馬死後，阿龍寄居龍馬在土佐的姐姐坂本乙女那裡，但只住了約三個月左右就離開，並流浪各地，傳聞兩人不和是阿龍離開的主因，但阿龍後來曾表示乙女對待自己甚好，真正與她發生摩擦的，則是龍馬的兄長坂本權平夫婦，而她與龍馬來往的信，也全都被燒掉。之後與商人西村松兵衛再婚，改名西村鶴。據傳她晚年時常因悲嘆失去龍馬而酗酒，在酒醉時會說：「我是龍馬的妻子」。1906年，阿龍在横須賀過世，享年64歲，墓所在横須賀市大津的信樂寺。阿龍與西村之間亦無子嗣。
阿龍本人對於龍馬的事業和工作全無興趣，也不知道他的事蹟。據說她所知關於龍馬的事蹟，全都是日後明治政府告訴她的。
和龍馬同藩的土佐藩士佐佐木高行對她的評價是：「非常美的美人，不過要說是賢妻則令人質疑，但的確不是壞人」。阿龍的墓根據西村松兵衛之意，在她的墓碑上刻著「贈正四位阪（墓碑上的姓有刻錯）本龍馬……」和為龍馬之妻的字樣。

## 登場作品
小說
- 佐那與龍（日语：さなとりょう）（太田出版、谷治宇著）

漫畫
- 龍的女人（日本文藝社（日语：日本文芸社）、黑澤哲哉（日语：黒沢哲哉）作・和氣一作（日语：和気一作）畫）

影視劇
- 坂本龍馬之妻（1939年、松竹、演：北見禮子）
- 維新之曲（日语：維新の曲）（1942年、大映、演：市川春代）
- 螢火（1958年、松竹、演：若尾文子）
- 幕末（1964年、TBS、演：高千穗日鶴（日语：高千穂ひづる））
- 龍馬來了（日语：竜馬がゆく (1965年のテレビドラマ)）（1965年、MBS、演：山田浩子）
- 龍馬來了（1968年、NHK大河劇、演：淺丘琉璃子）
- 幕末（1970年、東寶、演：吉永小百合）
- 勝海舟（日语：勝海舟 (NHK大河ドラマ)）（1974年、NHK大河劇、演：川口晶）
- 龍馬摯愛的女人（1974年、NET、演：太地喜和子）
- 花神（日语：花神 (NHK大河ドラマ)）（1977年、NHK大河劇、演：島本須美）
- 葉蔭之露（1979年、ABC、演：岸恵子）
- 幕末青春塗鴉：坂本龍馬（日语：幕末青春グラフィティ 坂本竜馬）（1982年、NTV、演：夏目雅子）
- 龍馬來了（日语：竜馬がゆく#1982年版）（1982年、TX、演：大谷直子）
- 壬生戀歌（日语：壬生の恋歌）（1983年、NHK、演：秋吉久美子）
- 服部半藏 影之軍團（日语：服部半蔵 影の軍団#影の軍団IV）（1985年、KTV、演：淺野優子（日语：浅野ゆう子））
- 幕末青春塗鴉：Ronin 坂本龍馬（日语：幕末青春グラフィティ Ronin 坂本竜馬）（1986年、東寶、演：原田美枝子）
- 高爾夫黎明之前（日语：ゴルフ夜明け前）（1987年、東寶、演：高橋惠子）
- 斬殺龍馬的男人（日语：竜馬を斬った男#映画）（1987年、松竹、演：久仁亮子）
- 坂本龍馬（日语：坂本龍馬 (テレビドラマ)）（1989年、TBS、演：名取裕子）
- 宛如飛翔（1990年、NHK大河劇、演：洞口依子）
- 龍馬來了（日语：竜馬がゆく#1997年版）（1997年、TBS、演：澤口靖子）
- 新選組血風錄（日语：新選組血風録 (テレビドラマ)#1998年版）（1998年、ANB、演：神乃毬繪）
- 壬生義士傳 新選組最強的男人（日语：壬生義士伝#テレビドラマ）（2002年、TX、演：芥川貴子）
- 龍馬之妻與她的丈夫和愛人（日语：竜馬の妻とその夫と愛人）（2002年、東寶、演：鈴木京香）
- 新選組！（2004年、NHK大河劇、演：麻生久美子）
- 龍馬來了（日语：竜馬がゆく#2004年版）（2004年、TX、演：內山理名）
- 篤姬（2008年、NHK大河劇、演：市川實日子）
- 弁天通的人們（2009年、Argo Pictures、演：加藤忍（日语：加藤忍））
- 龍馬傳（2010年、NHK大河劇、演：真木陽子）
- 大河劇所描繪的坂本龍馬真相（日语：大河ドラマが描かない坂本龍馬の真実）（2010年、NTV、演：南澤奈央）
- 仁者俠醫（2011年、TBS、演：東風萬智子）
- 我們的薩長同盟（日语：FNS27時間テレビ (2017年)）（2017年、CX、演：剛力彩芽）
- 西鄉殿（2018年、NHK大河劇、演：水川麻美）

舞台劇
- 硬派・坂本龍馬！（1989年、寶塚花組公演、演：華陽子）
- RYOMA ～硬派・坂本龍馬！II～（1996年、寶塚花組公演、演：千ほさち）
- 維新回天・龍馬傳！（2006年、寶塚宙組公演、演：紫城るい）
- 龍馬！（2008年、坊っちゃん劇場（日语：坊っちゃん劇場）、演：若松ゆえ）
- 龍馬（2009年、浅草公会堂（日语：浅草公会堂）、演：森奈みはる）
- 龍馬（2017年、高知市文化プラザかるぽーと、演：壽美玲子）

遊戲
- 人中之龍 維新！（配音：櫻庭奈奈美）

## 關連項目
- 坂本龍馬
- 千葉佐那子